# (2742) Gibson
Pour les articles homonymes, voir Gibson.
(2742) Gibson est un astéroïde de la ceinture principale.

## Description
(2742) Gibson est un astéroïde de la ceinture principale. Il fut découvert par C. Shoemaker le 6 mai 1981 sur des plaques photographiques du Mont Palomar prises par E. F. Helin et S. J. Bus. Il présente une orbite caractérisée par un demi-grand axe de 2,911 UA, une excentricité de 0,0666 et une inclinaison de 3,1622° par rapport à l'écliptique.
Il fut nommé en l'honneur de l'astronome James B. Gibson.

## Compléments